# Rugby Europe U20 Championship
El Rugby Europe U20 Championship es el campeonato europeo de primera división de rugby para selecciones nacionales. El nombre de U20 deriva del inglés under 20 con el significado en español de M20 o sub-20. Se celebra anualmente y está organizado por Rugby Europe.

## Reseña
Esta competición ha tenido diversos formatos y en algunos años se ha intercalado con la U19.
En 2002 y 2003 se jugó bajo la denominación de torneo, hubo ediciones posteriores pero correspondió a la segunda división europea. El certamen se retoma años más adelante con el nombre de campeonato y de las que nuevamente hubo sólo dos ediciones.

### Actualidad
Desde 2017 pasa a llamarse Campeonato de Rugby Europe por ser el nuevo nombre de la confederación del deporte, fecha en que reemplazó al Rugby Europe U19 Championship. El ganador de cada edición ocupa la plaza europea en el Trofeo Mundial de Rugby Juvenil del mismo año.

## Campeonatos

### U20 European Tournament
| Edición | Año  | Sede            | Campeón | 2º puesto | 3º puesto        | 4º puesto    |
| ------- | ---- | --------------- | ------- | --------- | ---------------- | ------------ |
| I       | 2002 | República Checa | Rumania | España    | R. Checa Polonia |              |
| II      | 2003 | varias sedes    | Rusia   | Portugal  | Rumania          | Países Bajos |

### U20 European Championship
| Edición | Año  | Sede    | Campeón | 2º puesto | 3º puesto | 4º puesto |
| ------- | ---- | ------- | ------- | --------- | --------- | --------- |
| I       | 2005 | España  | Georgia | Rumania   | España    | Rusia     |
| II      | 2006 | Polonia | Rumania | Georgia   | Rusia     | España    |

### Rugby Europe U20 Championship
| Edición | Año  | Sede            | Campeón                               | 2º puesto                             | 3º puesto                             | 4º puesto                             |
| ------- | ---- | --------------- | ------------------------------------- | ------------------------------------- | ------------------------------------- | ------------------------------------- |
| I       | 2017 | Rumania         | Portugal                              | España                                | Rusia                                 | Rumania                               |
| II      | 2018 | Portugal        | Portugal                              | España                                | Rusia                                 | Países Bajos                          |
| III     | 2019 | Portugal        | Portugal                              | España                                | Países Bajos                          | Nueva Aquitania                       |
| -       | 2020 | Portugal        | Cancelado por la pandemia de COVID-19 | Cancelado por la pandemia de COVID-19 | Cancelado por la pandemia de COVID-19 | Cancelado por la pandemia de COVID-19 |
| IV      | 2021 | Portugal        | España                                | Portugal                              | Rusia                                 | Países Bajos                          |
| V       | 2022 | Portugal        | España                                | Países Bajos                          | Portugal                              | Bélgica                               |
| VI      | 2023 | República Checa | Países Bajos                          | Bélgica                               | Portugal                              | Liga AURA                             |
| VII     | 2024 | República Checa | Portugal                              | Países Bajos                          | Bélgica                               | Rumania                               |

## Posiciones
Número de veces que las selecciones ocuparon las cuatro primeras posiciones en todas las ediciones.
| Equipo          | Campeón | Subcampeón | 3° puesto | 4° puesto |
| --------------- | ------- | ---------- | --------- | --------- |
| Portugal        | 4       | 2          | 2         |           |
| España          | 2       | 4          | 1         | 1         |
| Rumania         | 2       | 1          | 1         | 2         |
| Países Bajos    | 1       | 2          | 1         | 3         |
| Georgia         | 1       | 1          |           |           |
| Rusia           | 1       |            | 4         | 1         |
| Bélgica         |         | 1          | 1         | 1         |
| Polonia         |         |            | 1         |           |
| República Checa |         |            | 1         |           |
| Nueva Aquitania |         |            |           | 1         |
| Liga AURA       |         |            |           | 1         |